# Joana Rosa
Pour les articles homonymes, voir Rosa.
Joana Gomes Rosa Amado, ou simplement Joana Rosa, (née à Nossa Senhora da Luz au Cap-Vert) a été la cheffe du groupe parlementaire du Mouvement pour la démocratie et la première femme à briguer un poste de maire en 1995. Depuis mai 2021, elle occupe le poste de Ministre de la Justice,,,,.

## Biographie

### Formation et début de carrière professionnelle
Elle est née dans la paroisse de Nossa Senhora da Luz, dans la municipalité de Maio. Après avoir terminé ses études primaires sur l'île de Maio elle poursuit ses études secondaires à Cidade da Praia, puis à l'Université de Fluminense au Brésil.  
Elle est titulaire d'un doctorat en droit bancaire, gouvernance et administration, et d'un Master en Gouvernance et Administration a également suivi le cours d' administration à l'École de commerce et d' administration de l'Université du Cap - Vert et le cours de secrétariat à Institut Supérieur de Comptabilité et d'Administration de Lisbone (pt).
Elle a tout d'abord travaillé comme avocate, juriste et en 1994/95, comme directrice de cabinet du Ministre de l'Agriculture du Cap-Vert.

### Carrière politique depuis 1995
En 1995, elle est devenue la première femme à se présenter comme tête de liste aux élections municipales au Cap-Vert
Elle a été élue députée. Dans le cadre de son activité parlementaire, elle a été active dans les Commissions traitant des problématiques juridiques, et notamment vice-présidente de la Commission de révision constitutionnelle de 2010. Elle a également été consultante pour la Banque mondiale et la FAO,.
En janvier 2020, elle a été élue Cheffe du groupe parlementaire du MpD, poste qu'elle quitte lorsqu'elle est devient ministre de la Justice du VIIIe gouvernement de la deuxième République du Cap-Vert, le 20 mai 2021,,. Dans le cadre de ses nouvelles fonctions, elle préside, en mars 2022, un colloque de l'International Centre for Migration Policy Development (en) pour lutter contre la traite humaine et le crime organisé.